# Serce palmy

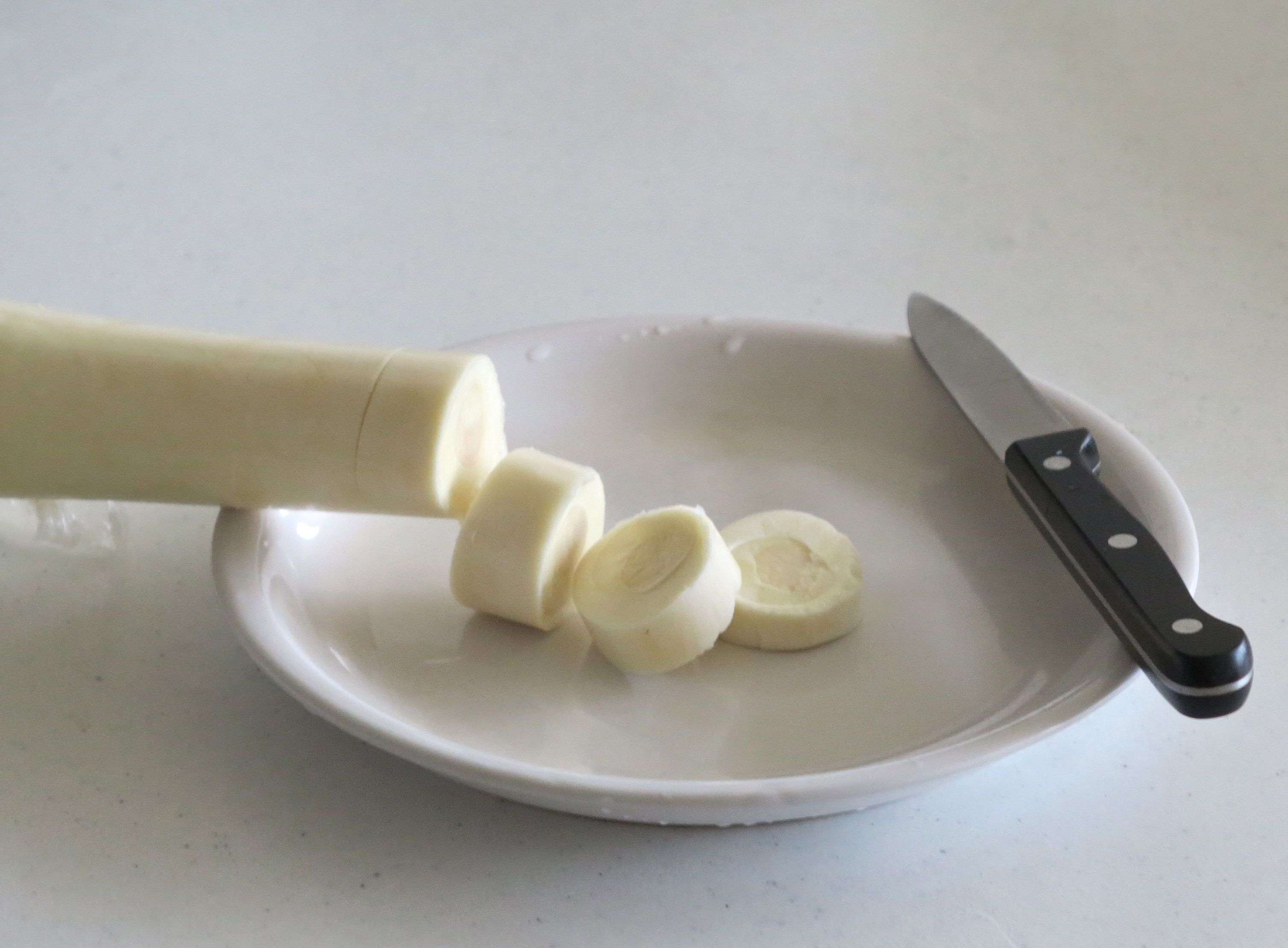
Surowe serce palmy

Serce palmy, zwane w różnych krajach palmito, chonta lub swamp cabbage jest jarzyną pozyskiwaną z rdzenia młodego, rosnącego pnia określonych gatunków palm, takich jak: palma kokosowa (Cocos nucifera), euterpa jadalna (Euterpe edulis) i warzywna (E. oleracea), wilhelmka wytworna (Bactris gasipaes) oraz różnych gatunków z rodzaju sabal (Sabal). Potrawa jest droga, ponieważ pozyskiwanie jej w warunkach naturalnych oznacza ścięcie, a więc śmierć drzewa. Serce palmy serwowane jest najczęściej w sałatkach.

## Uprawa
By uniknąć wycinania dziko rosnących palm, udomowiono i zaczęto masowo uprawiać palmę z gatunku Bactris gasipaes, zwanego palmą brzoskwiniową. Palmy te rozrastają się tworząc liczne pnie - odrośla, nawet do czterdziestu wokół drzewa-matki, a więc wycięcie kilku z nich nie stwarza zagrożenia dla rośliny. Mimo to jednak – wobec dużego nakładu pracy fizycznej przy pozyskiwaniu – serca palmowe nadal traktowane są jako drogi przysmak.
Głównym eksporterem serc palmowych jest Kostaryka, a największym ich odbiorcą Stany Zjednoczone. Palmy brzoskwiniowe uprawia się także na Hawajach, ale ich dystrybucja w USA ogranicza się głównie do restauracji. 
Przez wiele lat największym eksporterem dziko rosnących serc palmowych była Brazylia, ale w latach dziewięćdziesiątych XX wieku znacznie pogorszyła się jakość produktu - głównie ze względu na niekontrolowaną, kłusowniczą wycinkę drzew najlepszego gatunku, euterpy jadalnej, która dziś uznawana jest za zagrożoną wyginięciem. To pozwoliło wejść na rynek Ekwadorowi, który produkuje serca palm na rynek europejski, gdzie największym ich odbiorcą jest Francja.

## Obróbka

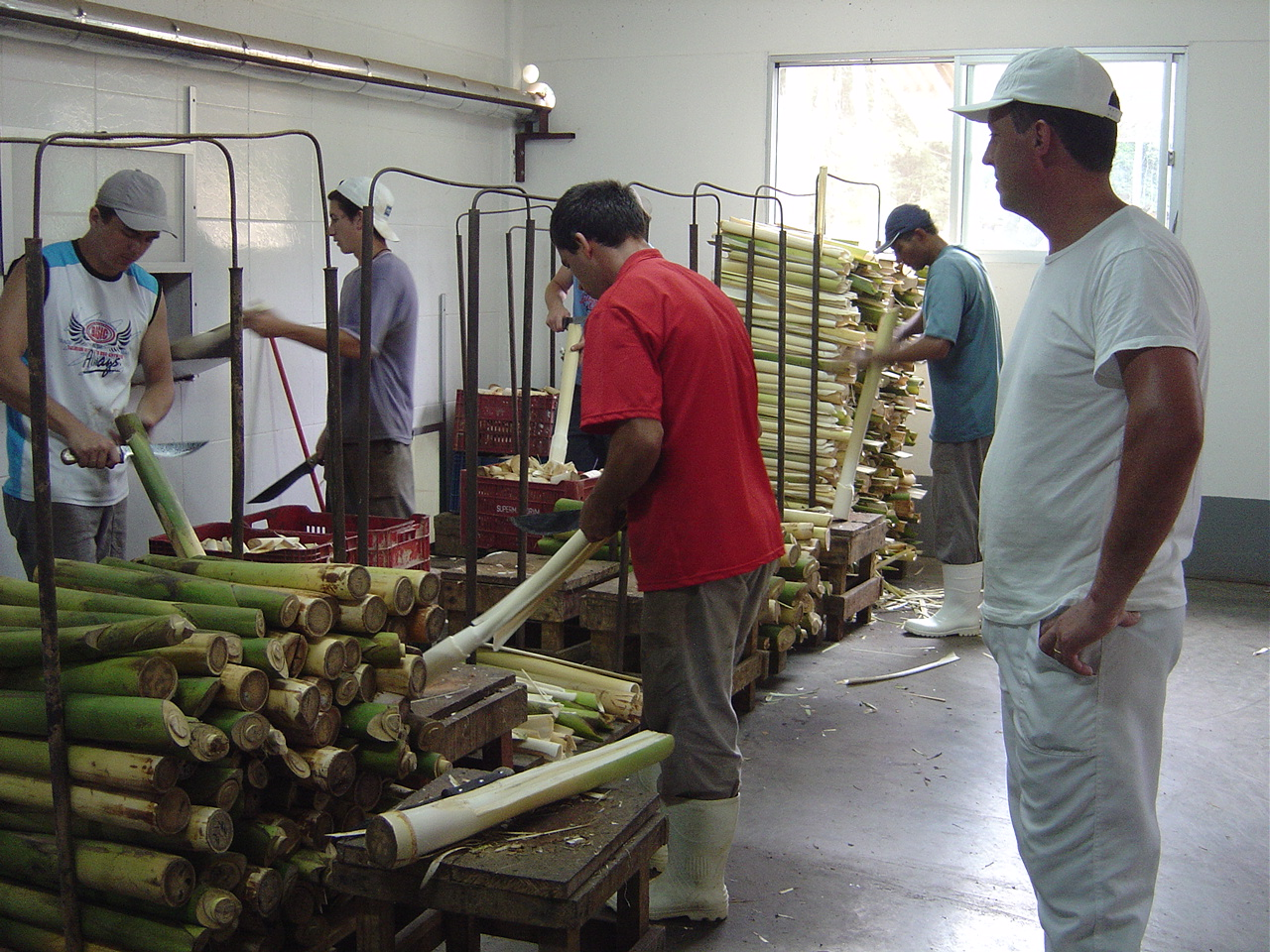
Pozyskiwanie serc palmowych

Podczas pozyskiwania jadalnej części hodowlanej palmy usuwa się korę i zdrewniałą warstwę podkorową, a zostawia się jedynie biały rdzeń, wraz z białą warstwą ochronną, zawierającą nieco więcej włókna. W czasie dalszej obróbki usuwa się włókno zostawiając jedynie jadalny rdzeń, który – ze względu na delikatny smak – uważany jest za wyjątkowy przysmak.